# Saïx
Cet article concerne la commune du Tarn. Pour la commune de la Vienne, voir Saix. Pour la commune de l'Ariège, voir Seix.
Saïx (prononcé [sajs]) est une commune française située dans le département du Tarn, en région Occitanie. Sur le plan historique et culturel, la commune est dans le Castrais, un territoire essentiellement agricole, entre la rive droite de l'Agout au sud et son affluent, le Dadou, au nord.
Exposée à un climat océanique altéré, elle est drainée par l'Agout et par divers autres petits cours d'eau. La commune possède un patrimoine naturel remarquable : un site Natura 2000 (Les « vallées du Tarn, de l'Aveyron, du Viaur, de l'Agout et du Gijou »), un espace protégé (la réserve naturelle régionale de Cambounet-sur-le-Sor) et deux zones naturelles d'intérêt écologique, faunistique et floristique.
Saïx est une commune rurale qui compte 3 714 habitants en 2022, après avoir connu une forte hausse de la population depuis 1962. Elle est dans l'agglomération de Castres et fait partie de l'aire d'attraction de Castres. Ses habitants sont appelés les Saïxols ou  Saïxoles.
Les habitants de Saïx sont appelés les Saïxols. La prononciation du 'x' en 'ss' vient de son nom et de son gentilé en occitan, qui sont respectivement Sais et los saissòls. Le tréma a ainsi été ajouté récemment pour faciliter la lecture du nom de la ville qui prêtait souvent à confusion.

## Géographie

### Localisation
Commune de l'aire urbaine de Castres située dans son unité urbaine, sur l'ancienne route nationale 622, à cinq kilomètres au sud-ouest de la ville de Castres sous-préfecture, à 45 km de la préfecture, Albi, et à 60 km de la capitale régionale, Toulouse. Sa superficie est de 1 379 ha.

### Communes limitrophes
Les communes limitrophes sont  Cambounet-sur-le-Sor, Castres, Fréjeville, Navès, Sémalens et Viviers-lès-Montagnes.
| Sémalens             | Fréjeville            | Castres |
| Cambounet-sur-le-Sor | Saïx                  | Navès   |
|                      | Viviers-lès-Montagnes |         |

### Géologie et relief
La commune se développe sur un paysage de collines, plateau et plaines.

### Hydrographie
La commune est dans le bassin de la Garonne, au sein du bassin hydrographique Adour-Garonne. Elle est drainée par l'Agout, la Mouline, le ruisseau de la Fédial et par un petit cours d'eau, qui constituent un réseau hydrographique de 12 km de longueur totale,.
L'Agout, d'une longueur totale de 194,4 km, prend sa source dans la commune de Cambon-et-Salvergues et s'écoule d'est en ouest. Il traverse la commune et se jette dans le Tarn à Saint-Sulpice-la-Pointe, après avoir traversé 35 communes.

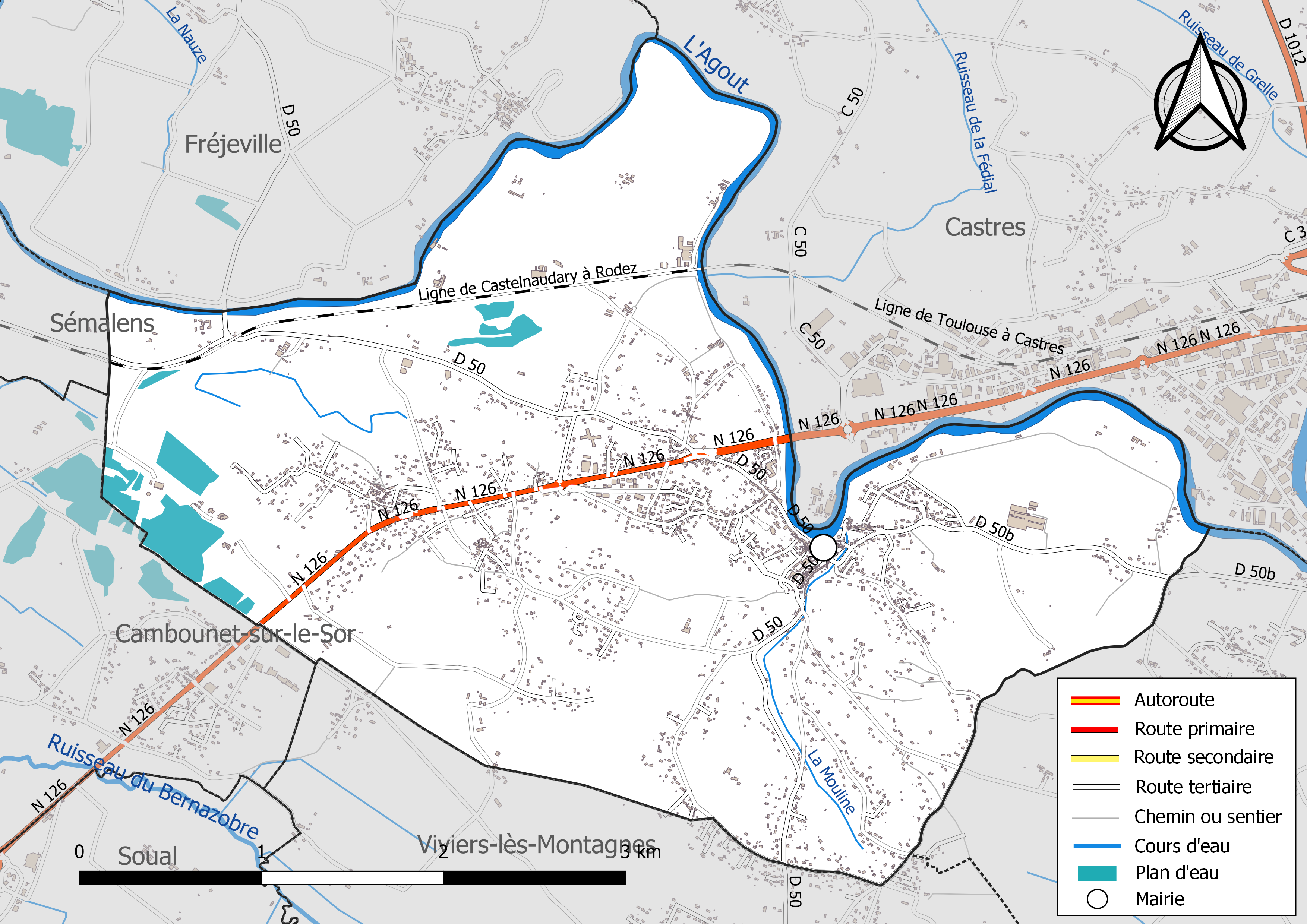
Réseaux hydrographique et routier de Saïx.

### Climat
Pour des articles plus généraux, voir Climat de l'Occitanie et Climat du Tarn.
En 2010, le climat de la commune est de type climat du Bassin du Sud-Ouest, selon une étude du Centre national de la recherche scientifique s'appuyant sur une série de données couvrant la période 1971-2000. En 2020, Météo-France publie une typologie des climats de la France métropolitaine dans laquelle la commune est exposée à un climat océanique altéré et est dans la région climatique Aquitaine, Gascogne, caractérisée par une pluviométrie abondante au printemps, modérée en automne, un faible ensoleillement au printemps, un été chaud (19,5 °C), des vents faibles, des brouillards fréquents en automne et en hiver et des orages fréquents en été (15 à 20 jours).
Pour la période 1971-2000, la température annuelle moyenne est de 13,3 °C, avec une amplitude thermique annuelle de 16,2 °C. Le cumul annuel moyen de précipitations est de 748 mm, avec 10,4 jours de précipitations en janvier et 5,4 jours en juillet. Pour la période 1991-2020, la température moyenne annuelle observée sur la station météorologique de Météo-France la plus proche, « Dourgne », sur la commune de Dourgne à 11 km à vol d'oiseau, est de 13,8 °C et le cumul annuel moyen de précipitations est de 896,4 mm. 
La température maximale relevée sur cette station est de 41,8 °C, atteinte le 23 août 2023 ; la température minimale est de −19,5 °C, atteinte le 16 janvier 1985,,.
Les paramètres climatiques de la commune ont été estimés pour le milieu du siècle (2041-2070) selon différents scénarios d'émission de gaz à effet de serre à partir des nouvelles projections climatiques de référence DRIAS-2020. Ils sont consultables sur un site dédié publié par Météo-France en novembre 2022.

### Milieux naturels et biodiversité

#### Espaces protégés
La protection réglementaire est le mode d’intervention le plus fort pour préserver des espaces naturels remarquables et leur biodiversité associée,.
Un  espace protégé est présent sur la commune : 
la réserve naturelle régionale de Cambounet-sur-le-Sor, classée en 1990 puis reclassée en 2013 et d'une superficie de 31,4 ha, qui est une zone humide se composant de plusieurs bassins d’anciennes gravières colonisés par les jonçaies, typhaies, saules, peupliers et prairies. C’est un lieu de vie idéale pour l’avifaune,.

#### Réseau Natura 2000

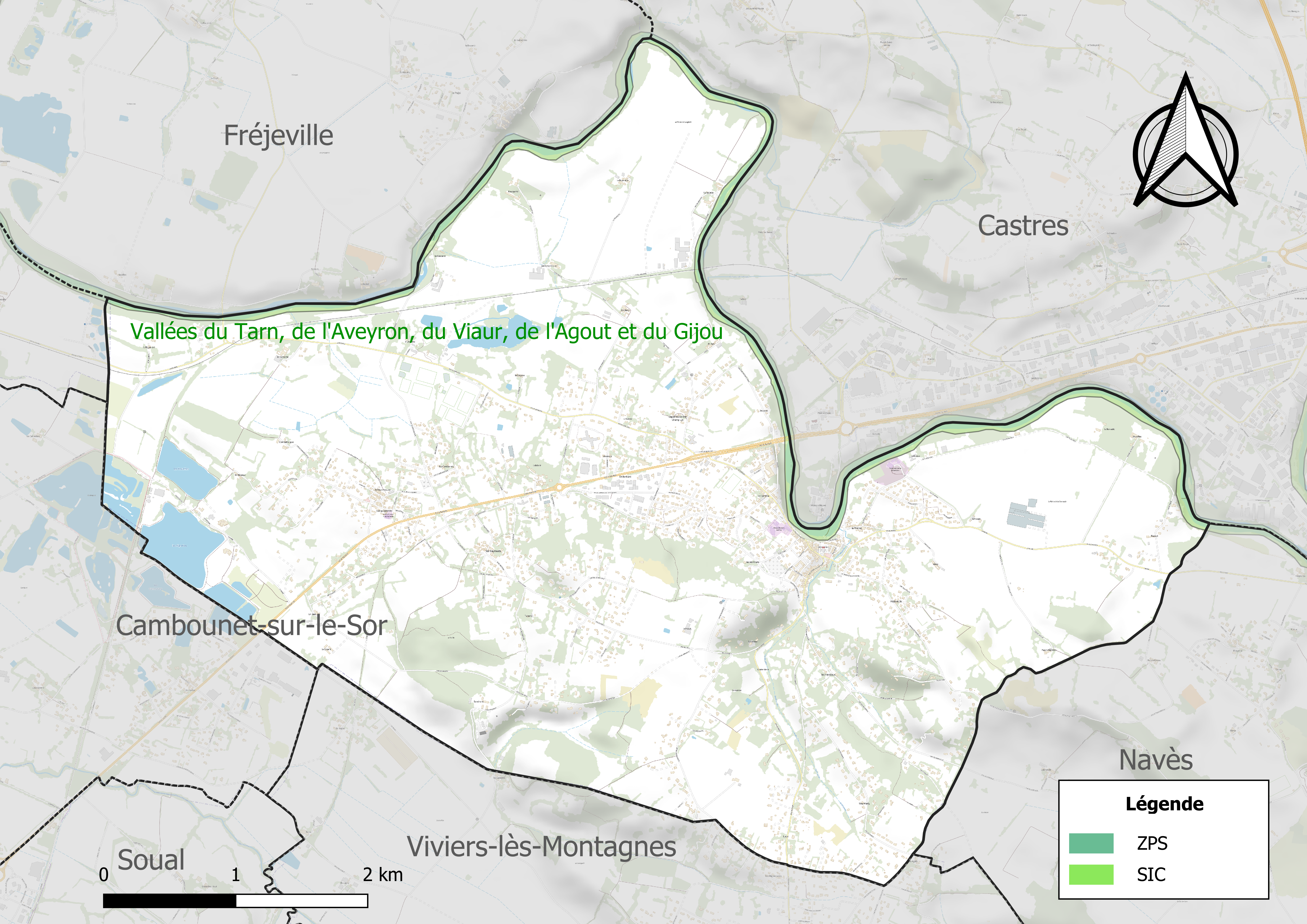
Site Natura 2000 sur le territoire communal.

Le réseau Natura 2000 est un réseau écologique européen de sites naturels d'intérêt écologique élaboré à partir des directives habitats et oiseaux, constitué de zones spéciales de conservation (ZSC) et de zones de protection spéciale (ZPS).
Un site Natura 2000 a été défini sur la commune au titre de la directive habitats : Les « vallées du Tarn, de l'Aveyron, du Viaur, de l'Agout et du Gijou », d'une superficie de 17 144 ha, s'étendant sur 136 communes dont 41 dans l'Aveyron, 8 en Haute-Garonne, 50 dans le Tarn et 37 dans le Tarn-et-Garonne. Elles présentent une très grande diversité d'habitats et d'espèces dans ce vaste réseau de cours d'eau et de gorges. La présence de la Loutre d'Europe et de la moule perlière d'eau douce est également d'un intérêt majeur.

#### Zones naturelles d'intérêt écologique, faunistique et floristique
L’inventaire des zones naturelles d'intérêt écologique, faunistique et floristique (ZNIEFF) a pour objectif de réaliser une couverture des zones les plus intéressantes sur le plan écologique, essentiellement dans la perspective d’améliorer la connaissance du patrimoine naturel national et de fournir aux différents décideurs un outil d’aide à la prise en compte de l’environnement dans l’aménagement du territoire.
Une ZNIEFF de type 1 est recensée sur la commune :
les « gravières de Cambounet-sur-le-Sor » (113 ha), couvrant 3 communes du département et une ZNIEFF de type 2, : 
les « rivières Agoût et Tarn de Burlats à Buzet-sur-Tarn » (1 364 ha), couvrant 24 communes du département.

Carte des ZNIEFF de type 1 et 2 à Saïx.
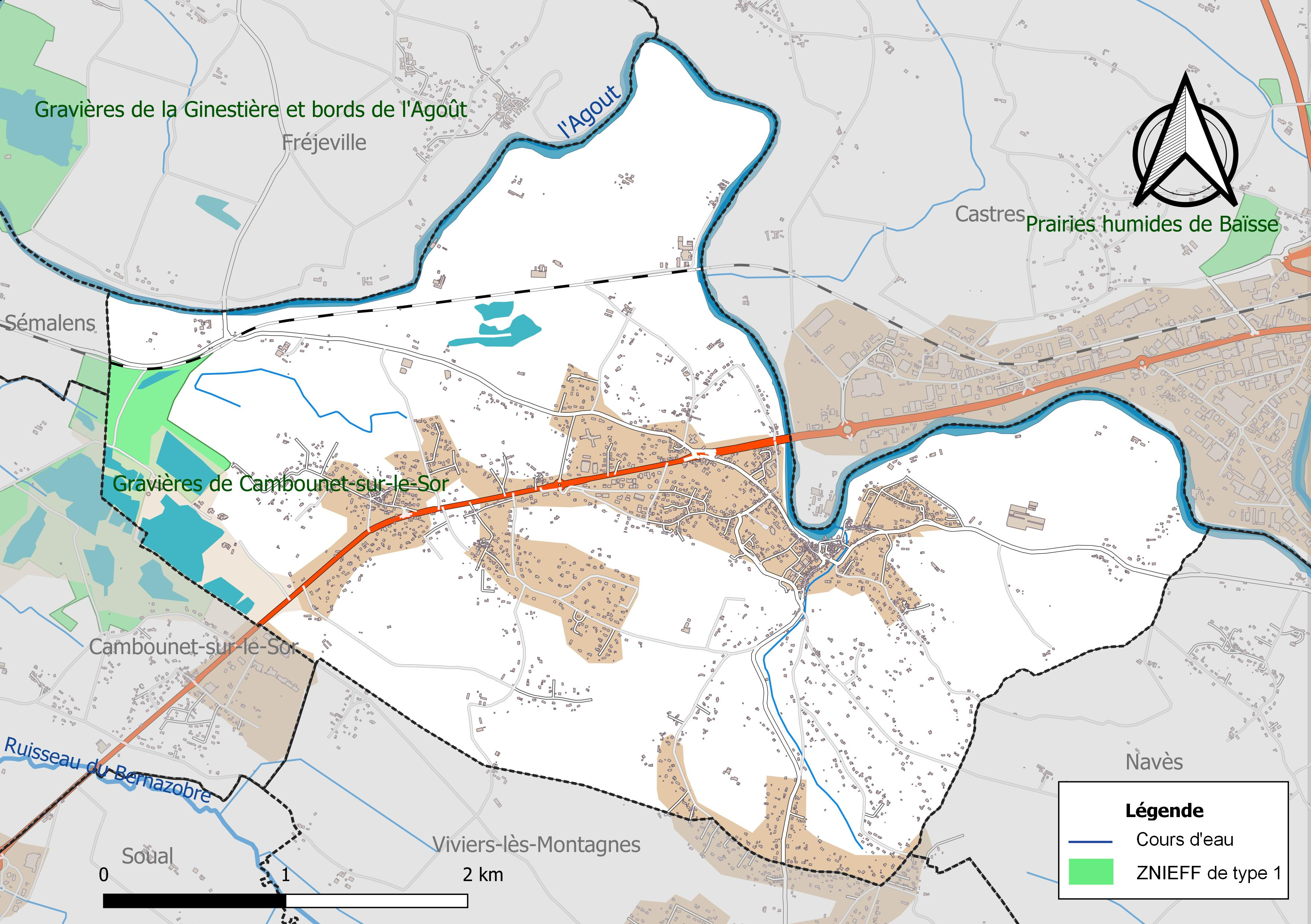
Carte de la ZNIEFF de type 1 sur la commune.
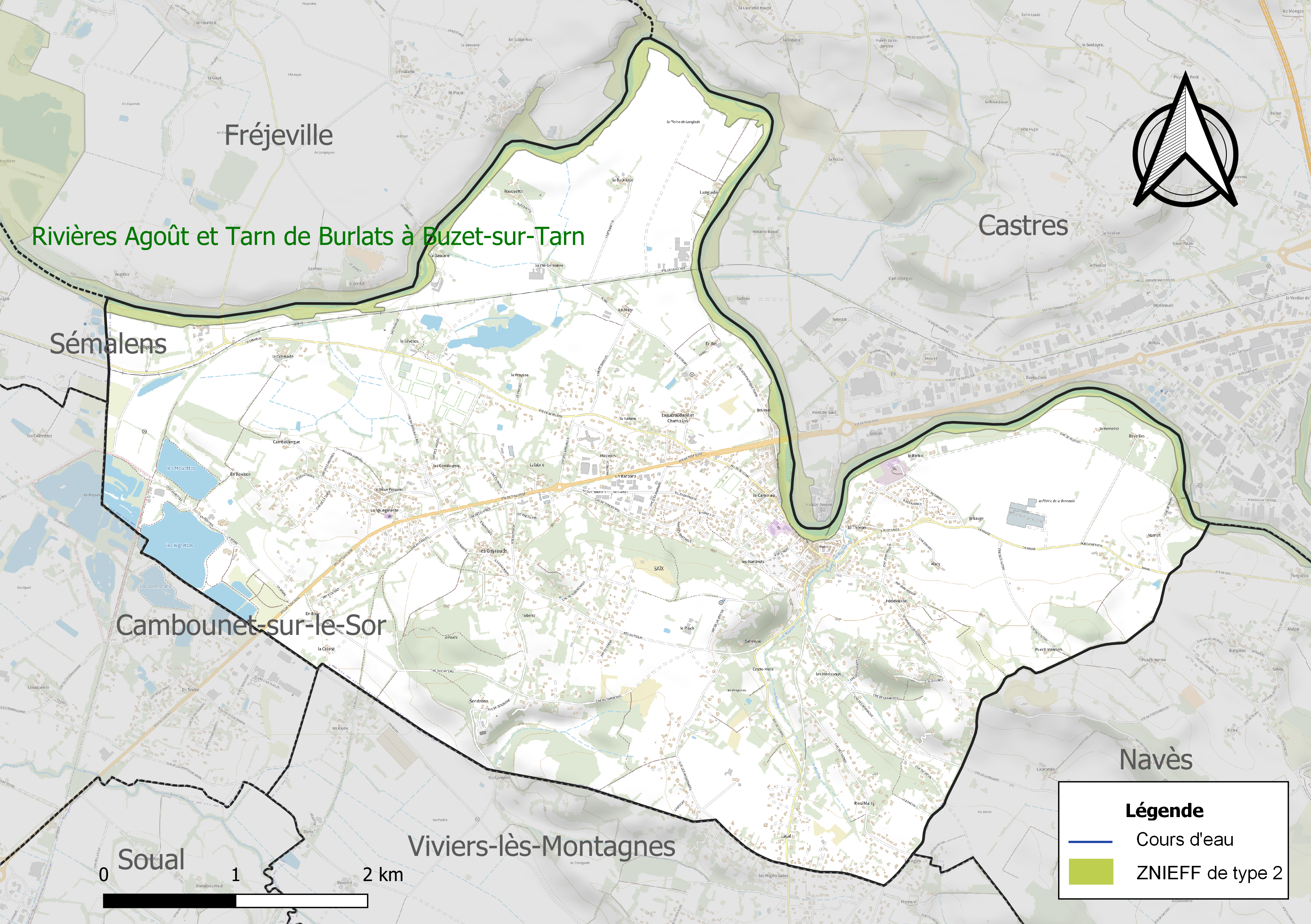
Carte de la ZNIEFF de type 2 sur la commune.

## Urbanisme

### Typologie
Au 1er janvier 2024, Saïx est catégorisée bourg rural, selon la nouvelle grille communale de densité à sept niveaux définie par l'Insee en 2022.
Elle appartient à l'unité urbaine de Castres, une agglomération intra-départementale regroupant huit  communes, dont elle est une commune de la banlieue,,. Par ailleurs la commune fait partie de l'aire d'attraction de Castres, dont elle est une commune de la couronne,. Cette aire, qui regroupe 55 communes, est catégorisée dans les aires de 50 000 à moins de 200 000 habitants,.

### Occupation des sols
L'occupation des sols de la commune, telle qu'elle ressort de la base de données européenne d’occupation biophysique des sols Corine Land Cover (CLC), est marquée par l'importance des territoires agricoles (74,5 % en 2018), en diminution par rapport à 1990 (82,8 %). La répartition détaillée en 2018 est la suivante : 
zones agricoles hétérogènes (53 %), terres arables (21,5 %), zones urbanisées (18,2 %), espaces verts artificialisés, non agricoles (3,6 %), forêts (3,6 %), zones industrielles ou commerciales et réseaux de communication (0,1 %). L'évolution de l’occupation des sols de la commune et de ses infrastructures peut être observée sur les différentes représentations cartographiques du territoire : la carte de Cassini (XVIIIe siècle), la carte d'état-major (1820-1866) et les cartes ou photos aériennes de l'IGN pour la période actuelle (1950 à aujourd'hui).

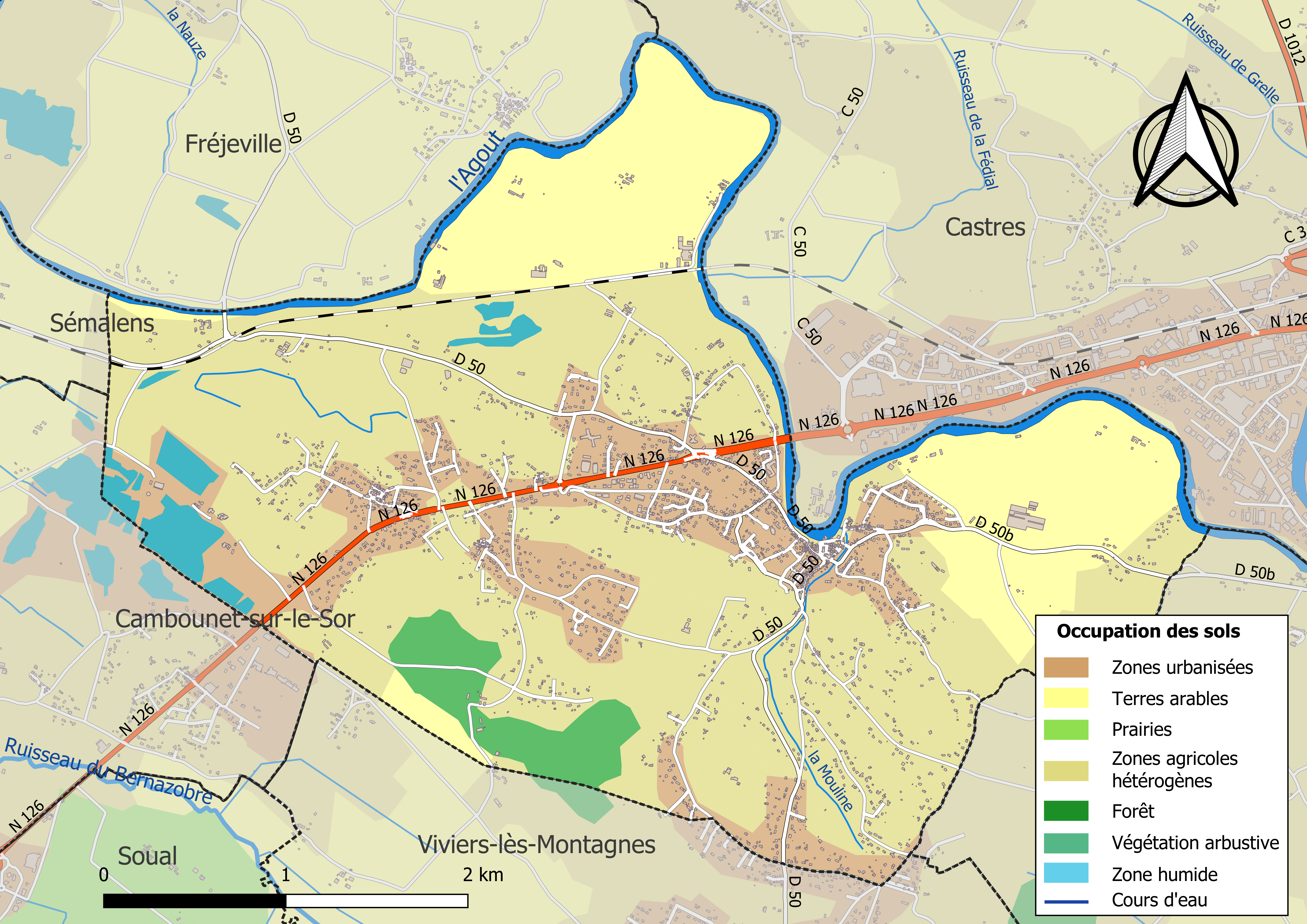
Carte des infrastructures et de l'occupation des sols de la commune en 2018 (CLC).

### Risques majeurs
Le territoire de la commune de Saïx est vulnérable à différents aléas naturels : météorologiques (tempête, orage, neige, grand froid, canicule ou sécheresse), inondations, mouvements de terrains et séisme (sismicité très faible). Il est également exposé à deux risques technologiques,  le transport de matières dangereuses et la rupture d'un barrage. Un site publié par le BRGM permet d'évaluer simplement et rapidement les risques d'un bien localisé soit par son adresse soit par le numéro de sa parcelle.

#### Risques naturels
La commune fait partie du territoire à risques importants d'inondation (TRI) de Castres-Mazamet, regroupant 10 communes concernées par un risque de débordement de l'Agout et du Thoré, un des 18 TRI qui ont été arrêtés fin 2012 sur le bassin Adour-Garonne. Les événements passés les plus significatifs sont les crues du 3 au 5 mars 1930 où l'Agout atteint un débit de 3 000 m3/s au niveau du pont du chemin de fer de la Crémade (aval de Castres), avec des pertes humaines et dégâts matériels importants, et la crue des 12 et 13 novembre 1999 où le Thoré a atteint un débit de 900 m3/s à Labruguière, avec 4 victimes. Des cartes des surfaces inondables ont été établies pour trois scénarios : fréquent (crue de temps de retour de 10 ans à 30 ans), moyen (temps de retour de 100 ans à 300 ans) et extrême (temps de retour de l'ordre de 1 000 ans, qui met en défaut tout système de protection). La commune a été reconnue en état de catastrophe naturelle au titre des dommages causés par les inondations et coulées de boue survenues en 1982, 1995, 1996, 1999, 2003, 2013, 2017 et 2020,.
Saïx est exposée au risque de feu de forêt. En 2022, il n'existe pas de Plan de Prévention des Risques incendie de forêt (PPRif). Le débroussaillement aux abords des maisons constitue l’une des meilleures protections pour les particuliers contre le feu,.

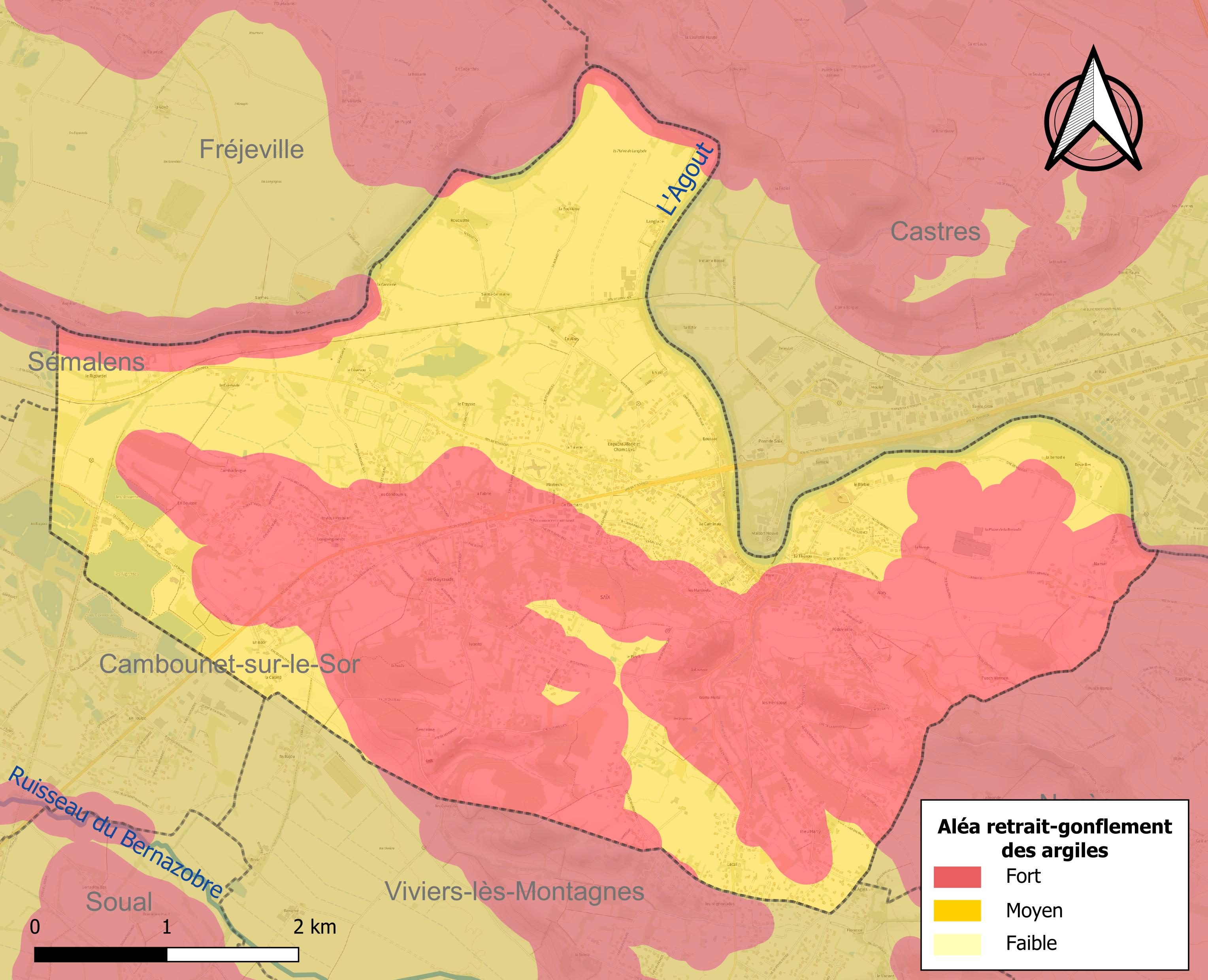
Carte des zones d'aléa retrait-gonflement des sols argileux de Saïx.

La commune est vulnérable au risque de mouvements de terrains constitué principalement du retrait-gonflement des sols argileux. Cet aléa est susceptible d'engendrer des dommages importants aux bâtiments en cas d’alternance de périodes de sécheresse et de pluie. La totalité de la commune est en aléa moyen ou fort (76,3 % au niveau départemental et 48,5 % au niveau national). Sur les 1 516 bâtiments dénombrés sur la commune en 2019, 1 516 sont en aléa moyen ou fort, soit 100 %, à comparer aux 90 % au niveau départemental et 54 % au niveau national. Une cartographie de l'exposition du territoire national au retrait gonflement des sols argileux est disponible sur le site du BRGM,.
Par ailleurs, afin de mieux appréhender le risque d’affaissement de terrain, l'inventaire national des cavités souterraines permet de localiser celles situées sur la commune.

#### Risques technologiques
Le risque de transport de matières dangereuses sur la commune est lié à sa traversée par des infrastructures routières ou ferroviaires importantes ou la présence d'une canalisation de transport d'hydrocarbures. Un accident se produisant sur de telles infrastructures est susceptible d’avoir des effets graves sur les biens, les personnes ou l'environnement, selon la nature du matériau transporté. Des dispositions d’urbanisme peuvent être préconisées en conséquence.
La commune est en outre située en aval d'un barrage de classe A. À ce titre elle est susceptible d’être touchée par l’onde de submersion consécutive à la rupture de cet ouvrage.

## Toponymie
Le nom Saïx vient de saxum qui signifie « rocher » en latin (Saixo 1123). La commune est formée de deux paroisses Saïx et Longuegineste (habitants : les Longueginestois). Il y a donc deux écoles, deux bureaux de vote, deux maisons des jeunes, etc. La chanson de la commune s'appelle la Saissòla.

## Histoire
L'hypothèse voulant que ce soit Raymond de Saïsse, fondateur de la Chartreuse en 1359 qui ait donné son nom au village est à écarter résolument car le nom de Saïx se trouve dans l'histoire bien avant que le dit fondateur ne soit né. Saïx apparaît au IXe siècle comme « alleu » (propriété) des bénédictins de Castres.
On le constate sur une épitaphe de 1250 découverte dans les ruines de l'ancien couvent des Cordeliers de Castres, gravée sur un caveau à la demande d'Isabelle de France, sœur du roi Saint Louis, pour son amie intime Armoise de Lautrec, entrée en qualité de religieuse recluse dans un couvent de Saïx.

### Quelques dates
- XIIe siècle : Les bénédictins de Castres deviennent seigneurs de Saïx.
- 1317 : Saïx passe du diocèse de Toulouse à celui de Lavaur.
- 1374 : Saïx est pillée pendant la guerre de Cent Ans.
- 1563-1568 : Guerres de religion : Saïx est pratiquement détruite.
- 1582 : Démolition du fort de Saix.
- 1585 : Passage à Saïx du roi Henri IV.
- 1730 : Autorisation donnée à Saïx de tenir trois foires.
- 1787 : Construction du pont sur l'Agout.
- 1814 : Bataille de Toulouse contre Wellington. Le maréchal Soult se replie et passe à Saïx.
- 1850 : Installation d'une bouchonnerie puis d'une fabrique textile dans la boucle de l'Agout.
- 1871 : Achat d'un tambour pour la garde nationale de Saïx.
- 1880 : Le conseil municipal se montre précurseur en instituant la gratuité scolaire dans la commune (avant les lois de 1881) et pour que l'enseignement soit de qualité, il est demandé que les maîtres soient brevetés.
- 1886 : Le vignoble de Saïx est détruit par le phylloxéra.
- 1897 : Installation d'un bureau de poste.
- 1923 : Installation de l'électricité.
- 1930 : Inondation du siècle.
- 1937 : Installation de l'eau potable.

### Héraldique
| Saïx | Son blasonnement est : D'argent à la lettre S capitale de gueules, mantelé d'azur. |

## Politique et administration

### Liste des maires
| Période                                  | Période                   | Identité                       | Étiquette | Qualité |
| ---------------------------------------- | ------------------------- | ------------------------------ | --------- | --- |
| Les données manquantes sont à compléter. |                           |                                |           | |
| mai 1945                                 | mars 1959                 | Alphonse Leenhardt (1906-1969) |           | Agriculteur exploitant                                                                                      |
| mars 1959                                | mars 1965                 | Gérard Célariès                |           | Instituteur                                                                                                 |
| mars 1965                                | 9 décembre 1969 (décès)   | Alphonse Leenhardt (1906-1969) |           | Agriculteur exploitant                                                                                      |
| 1970                                     | 1979                      | Évelyne Leenhardt (1911-1988)  |           | |
| 1979                                     | mars 1983                 | Georges Petit                  | PS        | Représentant Conseiller général de Castres-Sud (1982 → 1988) Conseiller régional de Midi-Pyrénées [Quand ?] |
| mars 1983                                | mars 2001                 | Yves Perès                     | DVD       | Conseiller régional de Midi-Pyrénées (1986 → 1992)                                                          |
| mars 2001                                | novembre 2012 (démission) | Henri Blanc                    | PS        | Directeur de MJC retraité                                                                                   |
| 18 décembre 2012                         | 3 juillet 2020            | Geneviève Dura                 | PS        | Retraitée 2e vice-présidente de la CC du Sor et de l'Agout                                                  |
| 3 juillet 2020                           | En cours                  | Jacques Armengaud              | DVD       | Retraité |

## Démographie
L'évolution du nombre d'habitants est connue à travers les recensements de la population effectués dans la commune depuis 1793. Pour les communes de moins de 10 000 habitants, une enquête de recensement portant sur toute la population est réalisée tous les cinq ans, les populations de référence des années intermédiaires étant quant à elles estimées par interpolation ou extrapolation. Pour la commune, le premier recensement exhaustif entrant dans le cadre du nouveau dispositif a été réalisé en 2007.

En 2022, la commune comptait 3 714 habitants, en évolution de +5,84 % par rapport à 2016 (Tarn : +2,52 %, France hors Mayotte : +2,11 %).
| 1793  | 1800  | 1806  | 1831  | 1836  | 1841  | 1846  | 1851  | 1856  |
| ----- | ----- | ----- | ----- | ----- | ----- | ----- | ----- | ----- |
| 1 067 | 1 091 | 1 226 | 1 206 | 1 269 | 1 332 | 1 192 | 1 269 | 1 181 |

| 1861  | 1866  | 1872  | 1876  | 1881  | 1886  | 1891  | 1896  | 1901  |
| ----- | ----- | ----- | ----- | ----- | ----- | ----- | ----- | ----- |
| 1 258 | 1 266 | 1 325 | 1 482 | 1 364 | 1 295 | 1 185 | 1 112 | 1 133 |

| 1906  | 1911  | 1921 | 1926  | 1931  | 1936  | 1946  | 1954  | 1962  |
| ----- | ----- | ---- | ----- | ----- | ----- | ----- | ----- | ----- |
| 1 084 | 1 037 | 987  | 1 168 | 1 122 | 1 086 | 1 069 | 1 200 | 1 271 |

| 1968  | 1975  | 1982  | 1990  | 1999  | 2006  | 2007  | 2012  | 2017  |
| ----- | ----- | ----- | ----- | ----- | ----- | ----- | ----- | ----- |
| 1 361 | 1 646 | 2 252 | 2 900 | 3 277 | 3 326 | 3 332 | 3 329 | 3 548 |

| 2022  | - | - | - | - | - | - | - | - |
| ----- | - | - | - | - | - | - | - | - |
| 3 714 | - | - | - | - | - | - | - | - |

## Économie

### Revenus
En 2018, la commune compte 1 523 ménages fiscaux, regroupant 3 600 personnes. La médiane du revenu disponible par unité de consommation est de 21 820 € (20 400 € dans le département). 51 % des ménages fiscaux sont imposés (42,8 % dans le département).

### Emploi
|                | 2008  | 2013  | 2018  |
| -------------- | ----- | ----- | ----- |
| Commune        | 6,1 % | 7,4 % | 8,3 % |
| Département    | 8,2 % | 9,9 % | 10 %  |
| France entière | 8,3 % | 10 %  | 10 %  |

En 2018, la population âgée de 15 à 64 ans s'élève à 2 099 personnes, parmi lesquelles on compte 74,3 % d'actifs (66 % ayant un emploi et 8,3 % de chômeurs) et 25,7 % d'inactifs,. Depuis 2008, le taux de chômage communal (au sens du recensement) des 15-64 ans est inférieur à celui de la France et du département.
La commune fait partie de la couronne de l'aire d'attraction de Castres, du fait qu'au moins 15 % des actifs travaillent dans le pôle,. Elle compte 925 emplois en 2018, contre 817 en 2013 et 825 en 2008. Le nombre d'actifs ayant un emploi résidant dans la commune est de 1 396, soit un indicateur de concentration d'emploi de 66,3 % et un taux d'activité parmi les 15 ans ou plus de 51,8 %.
Sur ces 1 396 actifs de 15 ans ou plus ayant un emploi, 256 travaillent dans la commune, soit 18 % des habitants. Pour se rendre au travail, 93,3 % des habitants utilisent un véhicule personnel ou de fonction à quatre roues, 1 % les transports en commun, 2,4 % s'y rendent en deux-roues, à vélo ou à pied et 3,3 % n'ont pas besoin de transport (travail au domicile).

### Activités hors agriculture

#### Secteurs d'activités
261 établissements sont implantés  à Saïx au 31 décembre 2019. Le tableau ci-dessous en détaille le nombre par secteur d'activité et compare les ratios avec ceux du département,.
| Secteur d'activité                                                                                        | Commune | Commune | Département |
| Secteur d'activité                                                                                        | Nombre  | %       | %           |
| --- | ------- | ------- | ----------- |
| Ensemble                                                                                                  | 261     | 100 %   | (100 %)     |
| Industrie manufacturière, industries extractives et autres                                                | 22      | 8,4 %   | (13 %)      |
| Construction                                                                                              | 34      | 13 %    | (12,5 %)    |
| Commerce de gros et de détail, transports, hébergement et restauration                                    | 66      | 25,3 %  | (26,7 %)    |
| Information et communication                                                                              | 7       | 2,7 %   | (2,1 %)     |
| Activités financières et d'assurance                                                                      | 13      | 5 %     | (3,3 %)     |
| Activités immobilières                                                                                    | 8       | 3,1 %   | (4,2 %)     |
| Activités spécialisées, scientifiques et techniques et activités de services administratifs et de soutien | 39      | 14,9 %  | (13,8 %)    |
| Administration publique, enseignement, santé humaine et action sociale                                    | 45      | 17,2 %  | (15,5 %)    |
| Autres activités de services                                                                              | 27      | 10,3 %  | (9 %)       |

Le secteur du commerce de gros et de détail, des transports, de l'hébergement et de la restauration est prépondérant sur la commune puisqu'il représente 25,3 % du nombre total d'établissements de la commune (66 sur les 261 entreprises implantées  à Saïx), contre 26,7 % au niveau départemental.

#### Entreprises et commerces
Les cinq entreprises ayant leur siège social sur le territoire communal qui génèrent le plus de chiffre d'affaires en 2020 sont : 
- Themis Les Grands Chenes, hébergement médicalisé pour personnes âgées (3 491 k€)
- Societe D'etudes Et D'installations Hydro Electriques Midi Pyrenees (Seihe Midi Pyrenees), captage, traitement et distribution d'eau (2 142 k€)
- Ovalie Vegetal, reproduction de plantes (1 958 k€)
- Pharmacie Bourdettes, commerce de détail de produits pharmaceutiques en magasin spécialisé (1 200 k€)
- Jougla Et Fils, transports routiers de fret de proximité (984 k€)

### Agriculture
La commune est dans la « plaine de l'Albigeois et du Castrais », une petite région agricole occupant le centre du département du Tarn. En 2020, l'orientation technico-économique de l'agriculture  sur la commune est la polyculture et/ou le polyélevage. 
|               | 1988 | 2000 | 2010 | 2020 |
| ------------- | ---- | ---- | ---- | ---- |
| Exploitations | 55   | 27   | 18   | 12   |
| SAU (ha)      | 761  | 627  | 450  | 405  |

Le nombre d'exploitations agricoles en activité et ayant leur siège dans la commune est passé de 55 lors du recensement agricole de 1988  à 27 en 2000 puis à 18 en 2010 et enfin à 12 en 2020, soit une baisse de 78 % en 32 ans. Le même mouvement est observé à l'échelle du département qui a perdu pendant cette période 58 % de ses exploitations,. La surface agricole utilisée sur la commune a également diminué, passant de 761 ha en 1988 à 405 ha en 2020. Parallèlement la surface agricole utilisée moyenne par exploitation a augmenté, passant de 14 à 34 ha.

## Sports
L'ASS SP Pierre Fabre, équipe de rugby à XV et l'Association sportive Sor Agoût.
Le Castres Olympique, quintuple champion de France (1949, 1950, 1993,, 2013 et 2018), vainqueur de la coupe de France en 1948 et évoluant en championnat de France Top14 depuis 1989 (plus ancienne équipe appartenant à l’élite derrière Toulouse et Clermont) et en coupe d'Europe, possède un centre d'entraînement à Saïx situé à la sortie de Castres.

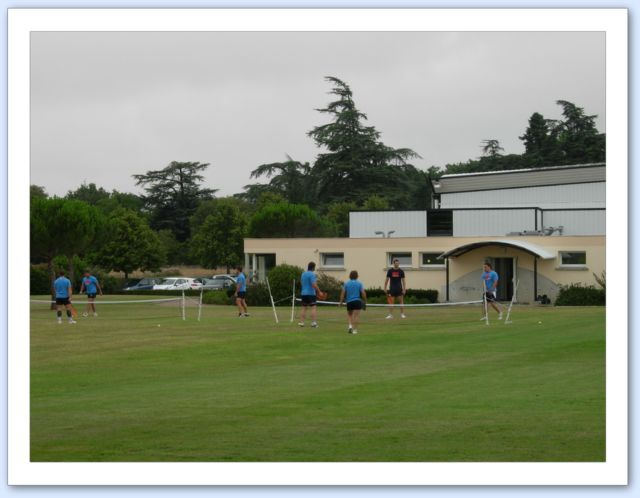
Centre d'entraînement du CO au Levézou à Saïx.

## Culture locale et patrimoine

### Personnalités liées à la commune
- Paul-François Puginier (1835-1892), missionnaire, vicaire apostolique au Tonkin occidental (aujourd'hui archidiocèse d'Hanoï) est né sur la commune et mort à Hanoï.
- Jean-Jacques Fourgassié-Vidal (1809-1885), banquier et homme politique, député du Tarn de 1849 à 1851, y est mort.
- Josaia Raisuqe (1994-2025), joueur de rugby à XV et à sept fidjien, évoluant au Castres olympique, trouve la mort à la suite d'un accident de la route au passage à niveau en se rendant à l'entraînement[49],[50].

### Lieux et monuments
- Église Saint-André de Saïx.

Le bourg est composé de deux villages :
- Saïx avec ses deux places : la place Jean-Jaurès dominant l'Agout entourée de ses vieilles rues, et la place du rivet, plus moderne. L'église, héritière d'un fort se situant place Jean-Jaurès, a été récemment restaurée ;
- Longuegineste, avec sa place occitane et son église construite en 1874 grâce aux plans de l'architecte Barthe. Elle est fondamentalement différente de l'église saïxole ;

Plus loin, dans la campagne saïxole, se trouve le château de Sendrone, domaine existant depuis le XVIIe siècle mais on connaît sa forme actuelle depuis le XVIIIe. Ce château est inscrit à l'inventaire supplémentaire des monuments historiques ;
On peut voir alentour quelques pigeonniers typiques du Sud-Ouest de la France, aux lieux-dits Villegly, Deveille, Sendrone, Alary, Rouquette et les Gayrauds.
Près de Longuegineste se trouve la réserve naturelle régionale de Cambounet-sur-le-Sor, ainsi que le centre de loisirs des Étangs proposant autour de plusieurs plans d'eau diverses activités.
Pour les curieux de l'histoire religieuse locale, le musée de la Chartreuse offre de nombreux documents issus des XVIe, XVIIIe et XVIIIe siècles.
L'ancienne chartreuse dite de Saix (sur la commune de Castres) est inscrite au titre des Monuments historiques.

## Galerie

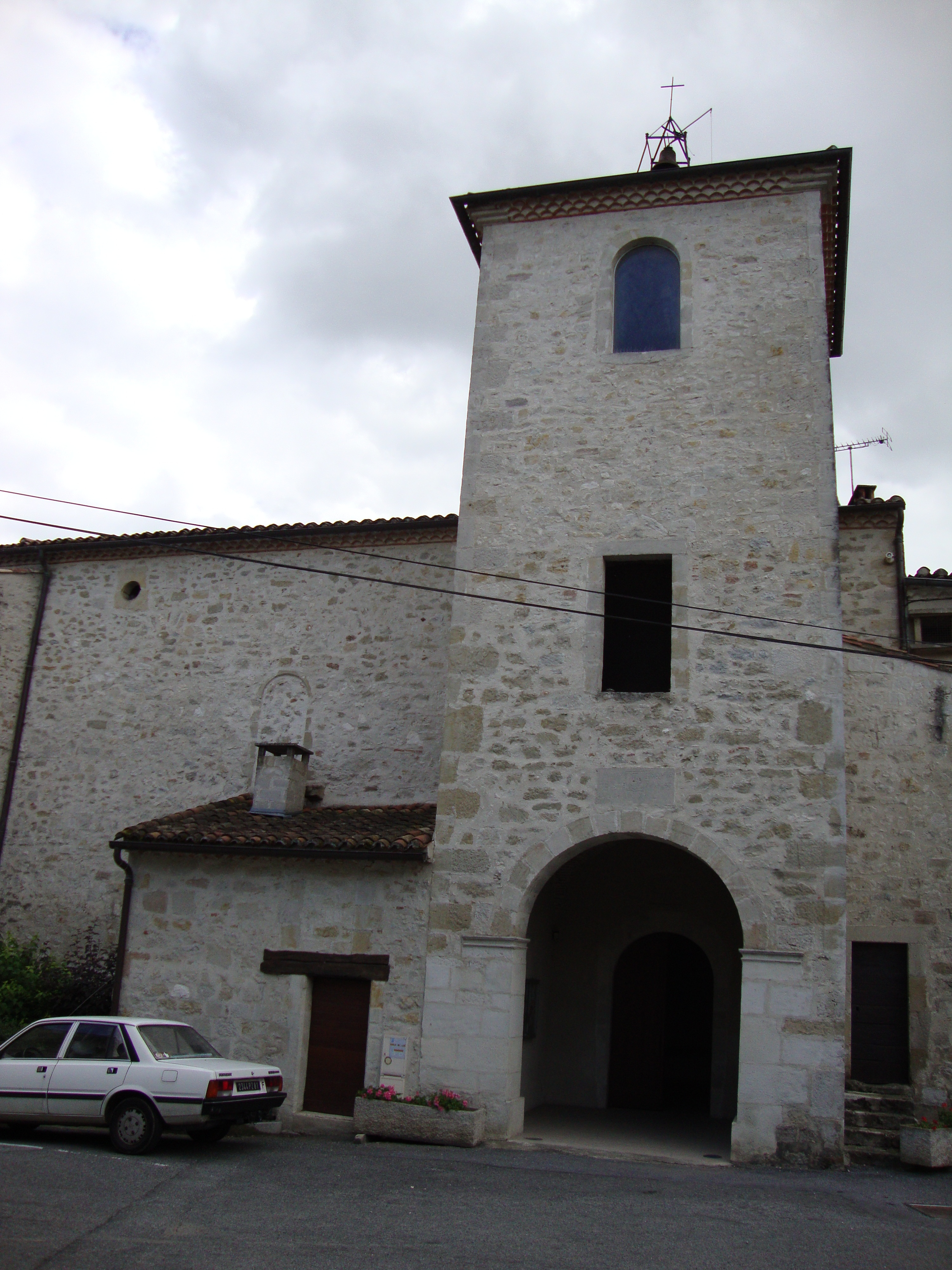
Église de Saïx.
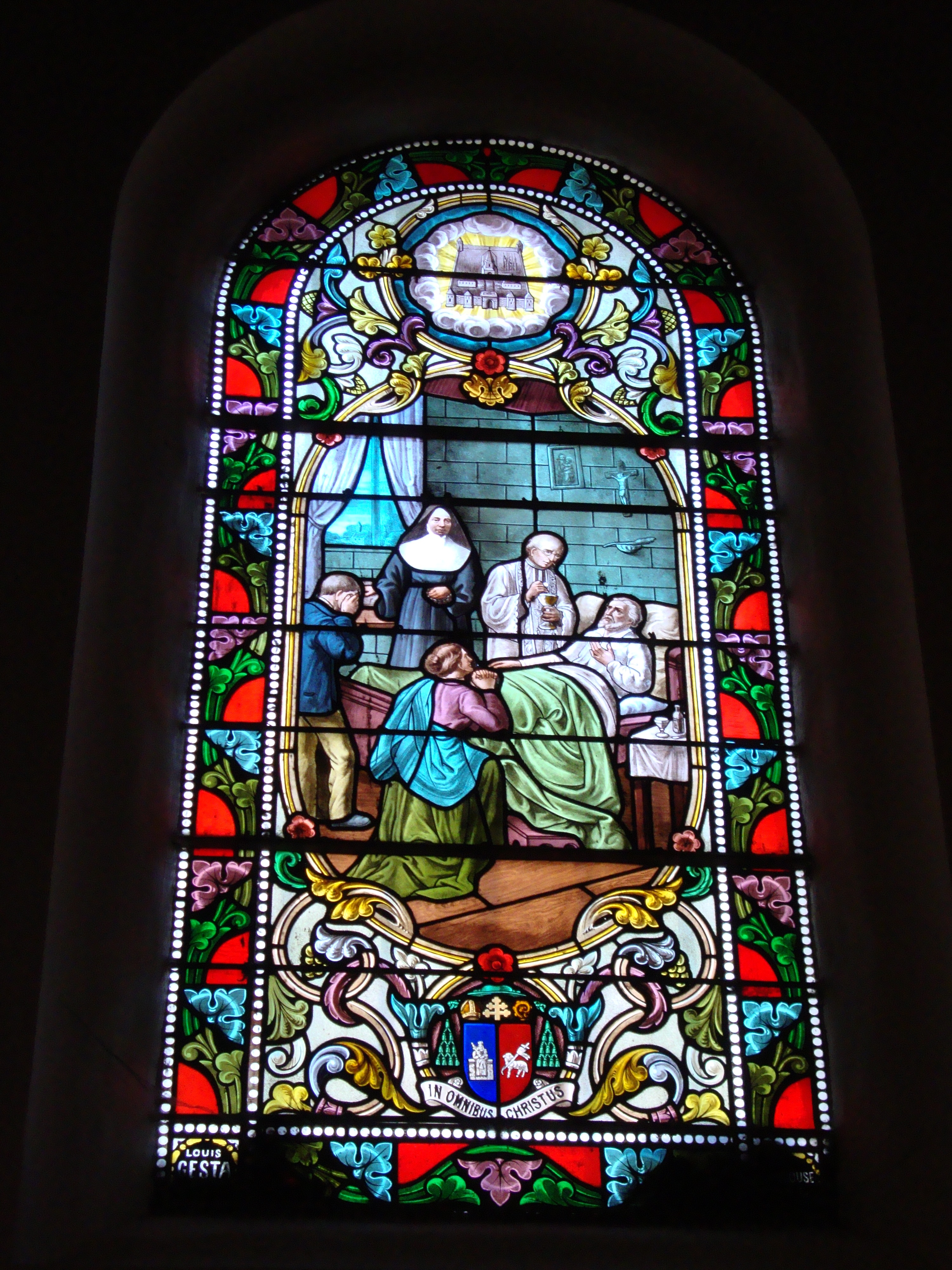
Église de Saïx, vitrail par Louis-Victor Gesta.
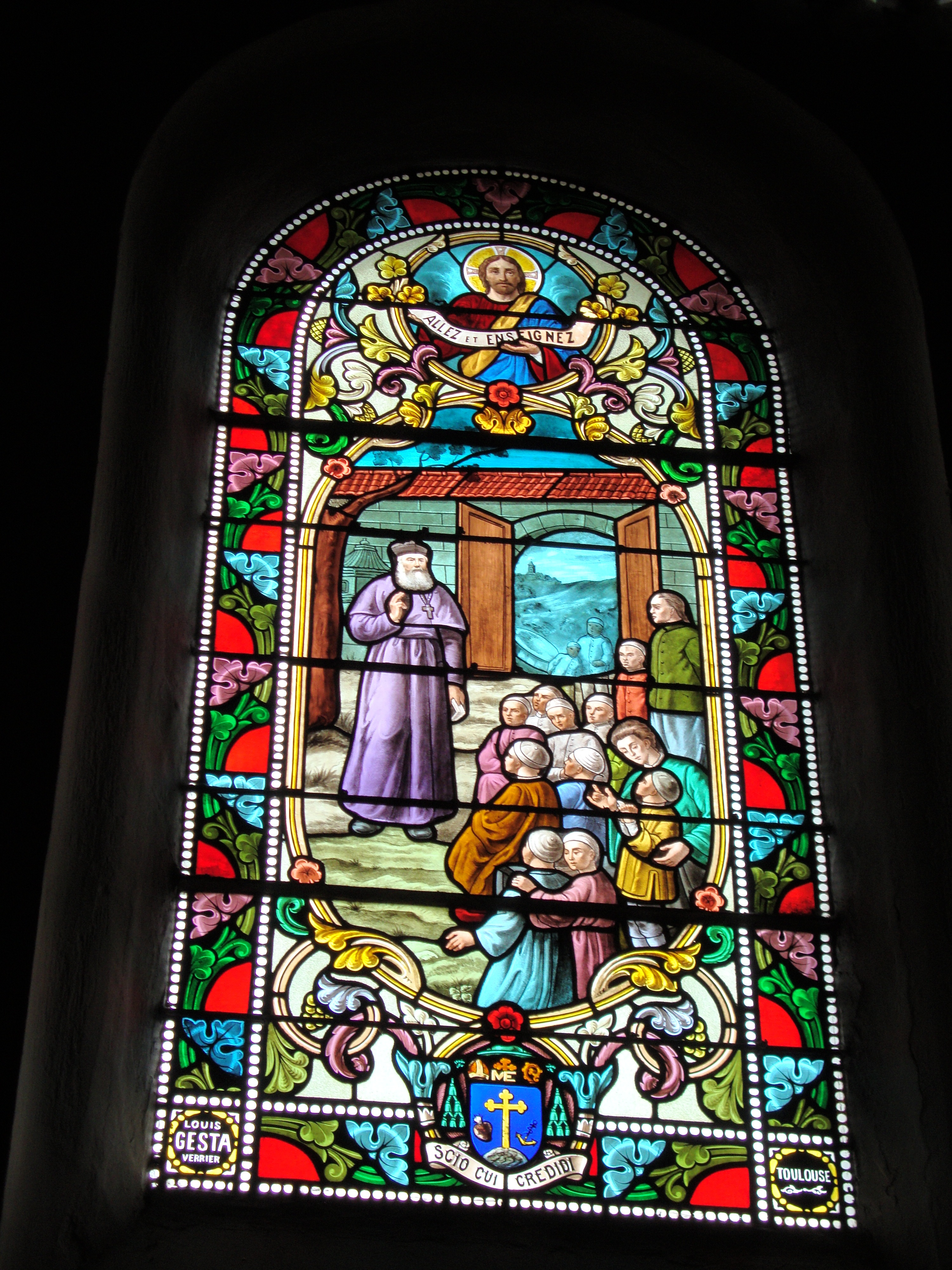
Église de Saïx, vitrail par Louis-Victor Gesta.
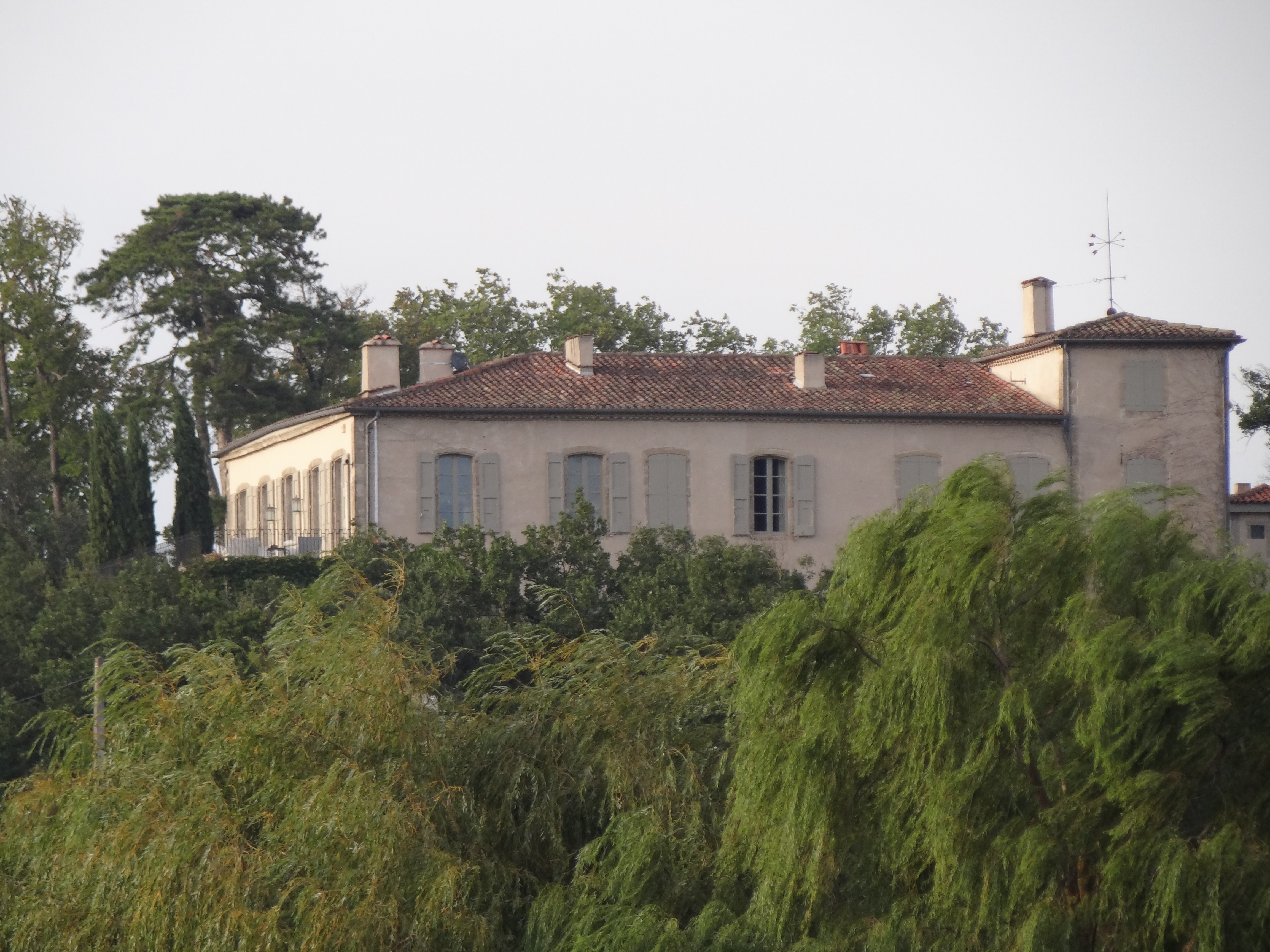
Château de Sendrone.
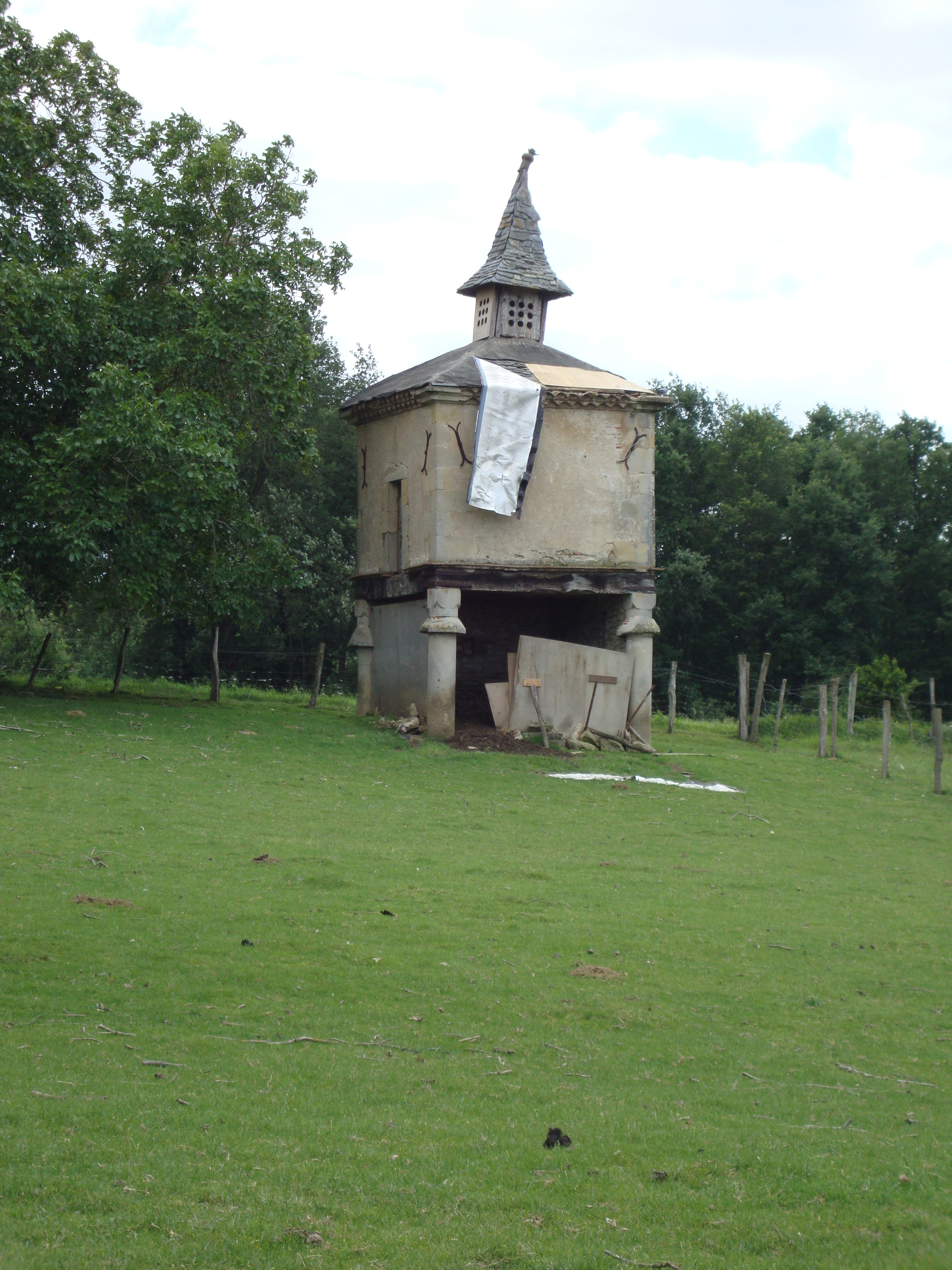
Un pigeonnier.